# Alex Chalk
Alexander John Gervase Chalk, detto Alex (Cheltenham, 8 agosto 1976), è un politico britannico, Segretario di Stato per la giustizia - Lord cancelliere dal 21 aprile 2023 al 5 luglio 2024.

## Biografia
Chalk ha svolto l'attività forense, prima di entrare nel mondo della politica. Iscritto al partito conservatore, viene eletto al parlamento per la prima volta nel 2015, nel collegio di Cheltenham. Rimane membro della Camera dei comuni fino alle elezioni generali del 2024, quando non viene riconfermato.

## Ascendenza
|                                |                               |                                | Genitori                 |  |  | Nonni |  |  | Bisnonni     |  |  | Trisnonni |  |
|                                |                               |                                |                          |  |  |       |  |  | Arthur Chalk |  |  | …         |  |
|                                |                               |                                |                          |  |  |       |  |  | Arthur Chalk |  |  | …         |  |
|                                |                               | …                              |                          |  |  |       |  |  | Arthur Chalk |  |  |           |  |
| Ronald Arthur Chalk            |                               |                                |                          |  |  |       |  |  | Arthur Chalk |  |  |           |  |
|                                |                               | …                              | …                        |  |  |       |  |  |              |  |  |           |  |
|                                |                               | …                              | …                        |  |  |       |  |  |              |  |  |           |  |
|                                |                               | …                              | …                        |  |  |       |  |  |              |  |  |           |  |
| Gilbert John Chalk             |                               | …                              |                          |  |  |       |  |  |              |  |  |           |  |
|                                |                               | vescovo Neville Talbot         | vescovo Edward Talbot    |  |  |       |  |  |              |  |  |           |  |
|                                |                               | vescovo Neville Talbot         | vescovo Edward Talbot    |  |  |       |  |  |              |  |  |           |  |
|                                |                               | vescovo Neville Talbot         | hon. Lavinia Lyttelton   |  |  |       |  |  |              |  |  |           |  |
| Elizabeth Talbot               |                               | vescovo Neville Talbot         |                          |  |  |       |  |  |              |  |  |           |  |
|                                |                               | Cecil Mary Eastwood            | William Seymour Eastwood |  |  |       |  |  |              |  |  |           |  |
|                                |                               | Cecil Mary Eastwood            | William Seymour Eastwood |  |  |       |  |  |              |  |  |           |  |
|                                |                               | Cecil Mary Eastwood            | Cecil Chetwynd-Talbot    |  |  |       |  |  |              |  |  |           |  |
| Alex Chalk                     |                               | Cecil Mary Eastwood            |                          |  |  |       |  |  |              |  |  |           |  |
|                                | sir Ralph Blois, IX baronetto | sir John Blois, VIII baronetto |                          |  |  |       |  |  |              |  |  |           |  |
|                                | sir Ralph Blois, IX baronetto | sir John Blois, VIII baronetto |                          |  |  |       |  |  |              |  |  |           |  |
|                                | sir Ralph Blois, IX baronetto | Eliza Ellen Chapman            |                          |  |  |       |  |  |              |  |  |           |  |
| sir Gervase Blois, X baronetto | sir Ralph Blois, IX baronetto |                                |                          |  |  |       |  |  |              |  |  |           |  |
|                                |                               | Winifred Grace Kennard         | Edmund Hegan Kennard     |  |  |       |  |  |              |  |  |           |  |
|                                |                               | Winifred Grace Kennard         | Edmund Hegan Kennard     |  |  |       |  |  |              |  |  |           |  |
|                                |                               | Winifred Grace Kennard         | Agnes Hegan              |  |  |       |  |  |              |  |  |           |  |
| Gillian Frances Audrey Blois   |                               | Winifred Grace Kennard         |                          |  |  |       |  |  |              |  |  |           |  |
|                                |                               | Harry Johnson                  | …                        |  |  |       |  |  |              |  |  |           |  |
|                                |                               | Harry Johnson                  | …                        |  |  |       |  |  |              |  |  |           |  |
|                                |                               | Harry Johnson                  | …                        |  |  |       |  |  |              |  |  |           |  |
| Audrey Winifred Johnson        |                               | Harry Johnson                  |                          |  |  |       |  |  |              |  |  |           |  |
|                                |                               | …                              | …                        |  |  |       |  |  |              |  |  |           |  |
|                                |                               | …                              | …                        |  |  |       |  |  |              |  |  |           |  |
|                                |                               | …                              | …                        |  |  |       |  |  |              |  |  |           |  |
|                                |                               | …                              |                          |  |  |       |  |  |              |  |  |           |  |